# Chamaesphecia tahira
Chamaesphecia tahira is een vlinder uit de familie wespvlinders (Sesiidae), onderfamilie Sesiinae.
De wetenschappelijke naam van de soort is voor het eerst geldig gepubliceerd door Kallies & Petersen in 1995. De soort komt voor in het Palearctisch gebied.